# Kaliforniens flagga
Kaliforniens flagga hissades först under Björnflaggsrevolten och antogs av Kaliforniens delstatslegislatur den 3 februari 1911. Flaggan kallas ibland Björnflaggan (The Bear Flag).

## Historia
Kaliforniens flagga hissades för första gången i Sonoma, Kalifornien den 18 juni 1846 av björnflaggarna, ledda av William B. Ide, som sade att han ville "befria spanjorerna". Han utnämndes till president av den kortlivade Republiken Kalifornien. Kalifornien hade då under tretton år lytt under mexikansk regering som departementet Alta California, vars spansktalande befolkning på 4 000 överträffades av antalet amerikanerna.
Dagens flagga är vit med ett bred röd rand längs nederkanten. En röd stjärna pryder det övre vänstra hörnet och mitt på flaggan finns en grizzlybjörn med huvudet till vänster.
På originalflaggan var björnen mindre och närmare överkanten, var något grislik och hade ingen mark att stå på. Den moderna flaggan har en större björn i mitten som står på en grön gräsplätt. Den avbildade björnen är en kalifornisk gyllenbjörn, en undergrupp till grizzlybjörnen som numera emellertid är utrotad. Den femuddiga stjärnan är en vink till Rebubliken Texas, och björnen representerar styrka.

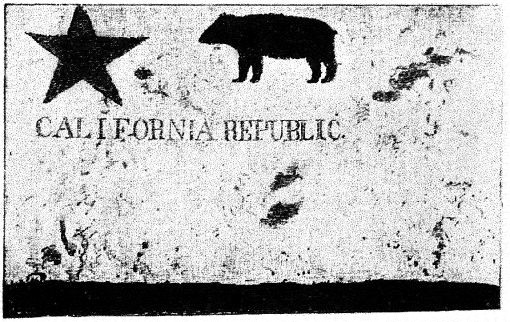
Den första Björnflaggan, fotograferad 1890.

Rekonstruktion av den första flaggan

Den första Björnflaggan och republiken den symboliserade var båda kortlivade. Den 9 juli 1846 hissade kommendör John Drake Sloat vid den amerikanska flottans stillahavsskvadron den 28-stjärniga amerikanska flaggan vid Monterey, Kalifornien, Alta Californias huvudstad, och gjorde anspråk på territoriet för USA:s räkning. Detta återupplivade de tidigaste anspråken från 1579 på Kalifornien av hans namne, Francis Drake, och verkställde därmed de amerikanska kolonianspråken på landen mellan Atlanten och Stilla havet, "från hav till hav", från 1500-talet.
Två dagar senare anlände löjtnant Joseph Warren Revere i Sonoma och halade ner Björnflaggan och ersatte den med Stjärnbaneret. Revere gav Björnflaggan till sjökadett John E. Montgomery, som, på grund av att flaggan fastnade och revs upp ett par gånger på vägen ner, senare skrev i ett brev till sin mor att "Cuffy kom ner brummande" – "Cuffy" var hans smeknamn på björnen på flaggan.
Originalflaggan bevarades i San Francisco tills den förstördes i branden som följde jordbävningen i San Francisco 1906.
Det finns en staty på torget i Sonoma som avbildar hissandet av flaggan.